# تشارلز ألفريد تايلور
تشارلز ألفريد تايلور (بالإنجليزية: Charles Taylor)‏ (1922 - 2002) هو فيزيائي بريطاني اشتهر بعمله في علم البلورات وجهوده الكبيرة في تعزيز اهتمام الشباب بالعلم.

## ولادته
ولد تشارلز في كينغستون أبون هل عام 1922.